# Mistrzostwa Świata w Hokeju na Lodzie Kobiet 2009/Elita
Mistrzostwa Świata w Hokeju na Lodzie Kobiet Elity 2009 odbyły się w fińskim mieście Hämeenlinna w dniach 4–12 kwietnia. Był to 12. turniej o złoty medal mistrzostw świata. Mecze rozgrywane były w Finlandii po raz trzeci w historii. Wtedy najlepszą drużyną została Kanada, która w finałowym meczu wygrała z USA 3:1.
W tej części mistrzostw uczestniczyło 9 najlepszych drużyn na świecie. System rozgrywania meczów był inny niż w niższych dywizjach – najpierw odbyły się dwie fazy grupowe, a potem po nieuwzględnieniu wyników poszczególne drużyny walczyły o medale. Drużyny, które w końcowej klasyfikacji zajęły ósme, bądź dziewiąte miejsce spadają do pierwszej dywizji.
Hale w których odbyły się zawody to:

Patria Areena w Hämeenlinna (o pojemności 5 360 miejsc)

Metritiski-Areena w Hämeenlinna (o pojemności 700 miejsc)

## Pierwsza faza grupowa

### Grupa A
Wyniki
| 4 kwietnia 2009 | Japonia | 0:8 | Stany Zjednoczone | Metritiski-Areena, Hämeenlinna |

| Szczegóły      | Szczegóły | Szczegóły       | Szczegóły | Szczegóły                                  |
| -------------- | --------- | --------------- | --- | ------------------------------------------ |
| Godzina: 16:00 |           | (0:4, 0:1, 0:3) | 04:39 (PP1) Hilary Knight 12:40 (SH1) Julie Chu 15:28 (EQ) Kelli Stack 17:23 (PP1) Hilary Knight 39:55 (EQ) Monique Lamoureux 40:45 (EQ) Julie Chu 44:27 (EQ) Hilary Knight 58:51 (EQ) Julie Chu | Widzów: 347 Sędzia główny: Nicole Hertrich |

| 5 kwietnia 2009 | Rosja | 3:1 | Japonia | Patria Areena, Hämeenlinna |

| Szczegóły      | Szczegóły                                                                    | Szczegóły       | Szczegóły                   | Szczegóły                               |
| -------------- | ---------------------------------------------------------------------------- | --------------- | --------------------------- | --------------------------------------- |
| Godzina: 14:00 | 40:31 (PP1) Tatiana Burina 48:06 (SH1) Anna Szczukina 58:10 (EQ) Olga Sosina | (0:0, 0:0, 3:1) | 49:23 (PP1) Sakagami Tomoko | Widzów: ? Sędzia główny: Mary Anne Gage |

| 6 kwietnia 2009 | Stany Zjednoczone | 8:0 | Rosja | Patria Areena, Hämeenlinna |

| Szczegóły      | Szczegóły | Szczegóły       | Szczegóły | Szczegóły                               |
| -------------- | --- | --------------- | --------- | --------------------------------------- |
| Godzina: 11:00 | 07:16 (EQ) Meghan Duggan 31:41 (SH1) Jenny Potter 31:12 (SH1) Angela Ruggiero 37:21 (PP1) Kelli Stack 38:09 (EQ) Lisa Chesson 38:22 (EQ) Julie Chu 47:25 (PP1) Gigi Marvin 52:39 (EQ) Julie Chu | (1:0, 5:0, 2:0) |           | Widzów: 1629 Sędzia główny: Ulla Sipila |

Tabela
Lp. = lokata, M = liczba rozegranych spotkań, W = Wygrane, WpD = Wygrane po dogrywce lub karnych, PpD = Porażki po dogrywce lub karnych, P = Porażki, G+ = Gole strzelone, G- = Gole stracone, Pkt = Liczba zdobytych punktów
| Lp. | Zespół  | M | Pkt | W | WpD | PpD | P | G + | G - | +/- |
| --- | ------- | - | --- | - | --- | --- | - | --- | --- | --- |
| 1   | USA     | 2 | 6   | 2 | 0   | 0   | 0 | 16  | 0   | +16 |
| 2   | Rosja   | 2 | 3   | 1 | 0   | 0   | 1 | 3   | 9   | -6  |
| 3   | Japonia | 2 | 0   | 0 | 0   | 0   | 2 | 1   | 11  | -10 |

### Grupa B
Wyniki
| 4 kwietnia 2009 | Chiny | 1:13 | Kanada | Patria Areena, Hämeenlinna |

| Szczegóły      | Szczegóły           | Szczegóły       | Szczegóły | Szczegóły                              |
| -------------- | ------------------- | --------------- | --- | -------------------------------------- |
| Godzina: 14:00 | 14:06 (PP1) Sun Rui | (1:5, 0:4, 0:4) | 03:43 (EQ)Carla MacLeod 03:53 (EQ) Caroline Ouellette 04:29 (EQ) Sarah Vaillancourt 06:31 (PP1) Marie-Philip Poulin 14:21 (EQ) Meghan Agosta 26:35 (EQ) Rebecca Johnston 36:24 (EQ) Haley Wickenheiser 37:11 (EQ) Haley Irwin 38:48 (EQ) Rebecca Johnston 40:23 (EQ) Gillian Apps 45:54 (EQ) Haley Wickenheiser 55:58 (EQ) Gillian Apps 58:56 (EQ) Sarah Vaillancourt | Widzów: 625 Sędzia główny: Ulla Sipila |

| 5 kwietnia 2009 | Szwecja | 6:1 | Chiny | Patria Areena, Hämeenlinna |

| Szczegóły      | Szczegóły | Szczegóły       | Szczegóły              | Szczegóły                                  |
| -------------- | --- | --------------- | ---------------------- | ------------------------------------------ |
| Godzina: 18:00 | 06:15 (EQ) Danijela Rundqvist 19:50 (EQ) Elin Holmlöv 23:50 (PP1) Elin Holmlöv 30:37 (PP1) Erika Holst 38:45 (EQ) Katarina Timglas 45:49 (EQ) Erika Holst | (2:0, 3:0, 1:1) | 55:04 (PP2) Qi Xueting | Widzów: 1737 Sędzia główny: Arina Ustinowa |

| 6 kwietnia 2009 | Kanada | 7:0 | Szwecja | Patria Areena, Hämeenlinna |

| Szczegóły      | Szczegóły | Szczegóły       | Szczegóły | Szczegóły                               |
| -------------- | --- | --------------- | --------- | --------------------------------------- |
| Godzina: 14:30 | 02:22 (EQ) Caroline Ouellette 10:53 (EQ) Carla Mac Leod 32:26 (PP1) Colleen Sostorics 41:38 (EQ) Marie-Philip Poulin 43:14 (SH1) Hayley Wickenheiser 47:22 (EQ) Rebecca Johnston 59:24 (EQ) Jennifer Botterill | (2:0, 1:0, 4:0) |           | Widzów: 1403 Sędzia główny: Joy Tottman |

Tabela
Lp. = lokata, M = liczba rozegranych spotkań, W = Wygrane, WpD = Wygrane po dogrywce lub karnych, PpD = Porażki po dogrywce lub karnych, P = Porażki, G+ = Gole strzelone, G- = Gole stracone, Pkt = Liczba zdobytych punktów
| Lp. | Zespół  | M | Pkt | W | WpD | PpD | P | G + | G - | +/- |
| --- | ------- | - | --- | - | --- | --- | - | --- | --- | --- |
| 1   | Kanada  | 2 | 6   | 2 | 0   | 0   | 0 | 20  | 1   | +19 |
| 2   | Szwecja | 2 | 3   | 1 | 0   | 0   | 1 | 6   | 8   | -2  |
| 3   | Chiny   | 2 | 0   | 0 | 0   | 0   | 2 | 2   | 19  | -17 |

### Grupa C
Wyniki
| 4 kwietnia 2009 | Kazachstan | 0:7 | Finlandia | Patria Areena, Hämeenlinna |

| Szczegóły      | Szczegóły | Szczegóły       | Szczegóły | Szczegóły                                 |
| -------------- | --------- | --------------- | --- | ----------------------------------------- |
| Godzina: 18:00 |           | (0:2, 0:3, 0:2) | 02:14 (EQ) Michelle Karvinen 14:17 (PP1) Anne Helin 21:22 (EQ) Mari Pehkonen 21:41 (EQ) Nina Tikkinen 30:28 (EQ) Michelle Karvinen 42:37 (EQ) Mari Pehkonen 58:22 (EQ) Marjo Voutilainen | Widzów: 3241 Sędzia główny: Leah Wrazidlo |

| 5 kwietnia 2009 | Szwajcaria | 1:2 pk. | Kazachstan | Metritiski-Areena, Hämeenlinna |

| Szczegóły      | Szczegóły                   | Szczegóły                 | Szczegóły                                         | Szczegóły                            |
| -------------- | --------------------------- | ------------------------- | ------------------------------------------------- | ------------------------------------ |
| Godzina: 16:00 | 54:50 (PP1) Kathrin Lehmann | (0:0, 0:1, 1:0, 0:0, 0:1) | 37:19 (EQ) Natalja Jakowczuk 65:00 (PS) Alena Fux | Widzów: 215 Sędzia główny: Aina Hove |

| 6 kwietnia 2009 | Finlandia | 6:3 | Szwajcaria | Patria Areena, Hämeenlinna |

| Szczegóły      | Szczegóły | Szczegóły       | Szczegóły                                                                       | Szczegóły                                  |
| -------------- | --- | --------------- | ------------------------------------------------------------------------------- | ------------------------------------------ |
| Godzina: 18:00 | 05:47 (EQ) Heidi Pelttari 10:31 (EQ) Venla Heikkila 15:02 (PP1) Michelle Karvinen 18:17 (PP1) Jenni Hiirikoski 37:52 (SH1) Nina Tikkinen 52:17 (EQ) Nina Tikkinen | (4:1, 1:0, 1:2) | 19:27 (EQ) Darcia Leimgruber 44:26 (EQ) Nicole Bullo 54:00 (EQ) Christine Meier | Widzów: 3201 Sędzia główny: Arina Ustinova |

Tabela
Lp. = lokata, M = liczba rozegranych spotkań, W = Wygrane, WpD = Wygrane po dogrywce lub karnych, PpD = Porażki po dogrywce lub karnych, P = Porażki, G+ = Gole strzelone, G- = Gole stracone, Pkt = Liczba zdobytych punktów
| Lp. | Zespół     | M | Pkt | W | WpD | PpD | P | G + | G - | +/- |
| --- | ---------- | - | --- | - | --- | --- | - | --- | --- | --- |
| 1   | Finlandia  | 2 | 6   | 2 | 0   | 0   | 0 | 13  | 3   | +10 |
| 2   | Kazachstan | 2 | 2   | 0 | 1   | 0   | 1 | 2   | 8   | -6  |
| 3   | Szwajcaria | 2 | 1   | 0 | 0   | 1   | 1 | 4   | 8   | -4  |

## Druga faza grupowa

### Grupa D
Wyniki
| 8 kwietnia 2009 | Kanada | 8:0 | Finlandia | Patria Areena, Hämeenlinna |

| Szczegóły      | Szczegóły | Szczegóły       | Szczegóły | Szczegóły                                 |
| -------------- | --- | --------------- | --------- | ----------------------------------------- |
| Godzina: 18:00 | 04:43 (EQ) Gina Kingsbury 06:39 (EQ) Jennifer Botterill 22:10 (PP1) Sarah Vaillancourt 35:10 (EQ) Meghan Agosta 41:17 (PP1) Jennifer Botterill 49:22 (EQ) Hayley Wickenheiser 51:57 (PP1) Jayna Hefford 57:06 (EQ) Haley Irwin | (2:0, 2:0, 4:0) |           | Widzów: 2032 Sędzia główny: Leah Wrazidlo |

| 9 kwietnia 2009 | Finlandia | 0:7 | Stany Zjednoczone | Patria Areena, Hämeenlinna |

| Szczegóły      | Szczegóły | Szczegóły       | Szczegóły | Szczegóły                                  |
| -------------- | --------- | --------------- | --- | ------------------------------------------ |
| Godzina: 18:00 |           | (0:2, 0:3, 0:2) | 09:21 (EQ) Hilary Knight 15:33 (SH1) Gigi Marvin 32:36 (EQ) Natalie Darwitz 36:01 (PP2) Natalie Darwitz 39:11 (EQ) Hilary Knight 51:31 (EQ) Natalie Darwitz 55:26 (PP1) Hilary Knight | Widzów: 2038 Sędzia główny: Mary Anne Gage |

| 10 kwietnia 2009 | Stany Zjednoczone | 1:2 | Kanada | Patria Areena, Hämeenlinna |

| Szczegóły      | Szczegóły                    | Szczegóły       | Szczegóły                                                    | Szczegóły                      |
| -------------- | ---------------------------- | --------------- | ------------------------------------------------------------ | ------------------------------ |
| Godzina: 18:00 | 58:02 (EQ) Monique Lamoureux | (0:0, 0:2, 1:0) | 20:26 (PP1) Jennifer Botterill 29:05 (EQ) Caroline Ouellette | Sędzia główny: Nicole Hertrich |

Tabela
Lp. = lokata, M = liczba rozegranych spotkań, W = Wygrane, WpD = Wygrane po dogrywce lub karnych, PpD = Porażki po dogrywce lub karnych, P = Porażki, G+ = Gole strzelone, G- = Gole stracone, Pkt = Liczba zdobytych punktów
| Lp. | Zespół    | M | Pkt | W | WpD | PpD | P | G + | G - | +/- |
| --- | --------- | - | --- | - | --- | --- | - | --- | --- | --- |
| 1   | Kanada    | 2 | 6   | 2 | 0   | 0   | 0 | 9   | 1   | +8  |
| 2   | USA       | 2 | 3   | 1 | 0   | 0   | 1 | 9   | 2   | +7  |
| 3   | Finlandia | 2 | 0   | 0 | 0   | 0   | 2 | 0   | 15  | -15 |

### Grupa E
Wyniki
| 8 kwietnia 2009 | Szwecja | 9:0 | Kazachstan | Patria Areena, Hämeenlinna |

| Szczegóły      | Szczegóły | Szczegóły       | Szczegóły | Szczegóły                             |
| -------------- | --- | --------------- | --------- | ------------------------------------- |
| Godzina: 14:00 | 02:07 (EQ) Tina Enström 19:16 (PP1) Elin Holmlöv 27:00 (EQ) Elin Holmlöv 35:28 Frida Svedin-Thunstrom 36:15 (EQ) Maria Rooth 56:38 (PP1) Danijela Rundqvust 57:17 (EQ) Erika Holst 57:41 (EQ) Erica Uden-Johansson 58:40 (PP1) Elin Holmlöv | (2:0, 3:0, 4:0) |           | Widzów: 2058 Sędzia główny: Aina Hove |

| 9 kwietnia 2009 | Kazachstan | 2:9 | Rosja | Patria Areena, Hämeenlinna |

| Szczegóły      | Szczegóły                                                  | Szczegóły       | Szczegóły | Szczegóły                              |
| -------------- | ---------------------------------------------------------- | --------------- | --- | -------------------------------------- |
| Godzina: 14:00 | 15:52 (PP1) Ljubow Ibragimowa 53:08 (EQ) Natalja Jakowczuk | (1:3, 0:3, 1:3) | 03:56 (EQ) Jekaterina Smolentsewa 08:29 (EQ) Aleksandra Kapustina 11:20 (EQ) Inna Djubanok 23:06 (EQ) Swietłana Terentewa 27:02 (EQ) Jekaterina Smolentsewa 39:47 (EQ) Tatiana Burina 44:35 (EQ) Jekaterina Ananina 55:08 (EQ) Iya Gawrilowa 58:52 (PP1) Tatiana Burina | Widzów: 374 Sędzia główny: Joy Tottman |

| 10 kwietnia 2009 | Rosja | 0:8 | Szwecja | Patria Areena, Hämeenlinna |

| Szczegóły      | Szczegóły | Szczegóły       | Szczegóły | Szczegóły                                 |
| -------------- | --------- | --------------- | --- | ----------------------------------------- |
| Godzina: 14:00 |           | (0:1, 0:4, 0:3) | 15:21 (EQ) Tina Enstrom 31:32 (PP1) Frida Nevalainen 34:26 (EQ) Maria Rooth 35:26 (EQ) Erika Holst 36:35 (SH1) Elin Holmlöv 44:15 (EQ) Pernilla Winberg 50:15 (PP1) Klara Myren 57:54 (EQ) Danijela Rundqvist | Widzów: 425 Sędzia główny: Mary Anne Gage |

Tabela
Lp. = lokata, M = liczba rozegranych spotkań, W = Wygrane, WpD = Wygrane po dogrywce lub karnych, PpD = Porażki po dogrywce lub karnych, P = Porażki, G+ = Gole strzelone, G- = Gole stracone, Pkt = Liczba zdobytych punktów
| Lp. | Zespół     | M | Pkt | W | WpD | PpD | P | G + | G - | +/- |
| --- | ---------- | - | --- | - | --- | --- | - | --- | --- | --- |
| 1   | Szwecja    | 2 | 6   | 2 | 0   | 0   | 0 | 17  | 0   | +17 |
| 2   | Rosja      | 2 | 3   | 1 | 0   | 0   | 1 | 9   | 10  | -1  |
| 3   | Kazachstan | 2 | 0   | 0 | 0   | 0   | 2 | 2   | 18  | -16 |

### Grupa F
Wyniki
| 8 kwietnia 2009 | Chiny | 4:5 pk. | Szwajcaria | Metritiski-Areena, Hämeenlinna |

| Szczegóły      | Szczegóły                                                                     | Szczegóły                 | Szczegóły | Szczegóły                             |
| -------------- | ----------------------------------------------------------------------------- | ------------------------- | --- | ------------------------------------- |
| Godzina: 16:00 | 01:57 (EQ) Sun Rui 03:54 (EQ) Sun Rui 24:46 (SH1) Sun Rui 26:26 (EQ) Jiang Na | (2:1, 2:0, 0:3, 0:0, 0:1) | 17:11 (PP1) Christine Meier 43:50 (SH1) Darcia Leimgruber 51:39 (PP1) Lucrece Nussbaum 55:55 (EQ) Darcia Leimgruber 65:00 (PS) Nicole Bullo | Widzów: 379 Sędzia główny: Ulla Sipla |

| 9 kwietnia 2009 | Szwajcaria | 3:2 | Japonia | Metritiski-Areena, Hämeenlinna |

| Szczegóły      | Szczegóły                                                                 | Szczegóły       | Szczegóły                                            | Szczegóły                                  |
| -------------- | ------------------------------------------------------------------------- | --------------- | ---------------------------------------------------- | ------------------------------------------ |
| Godzina: 16:00 | 23:02 (EQ) Laura Benz 39:37 (PP1) Kathrin Lehmann 54:12 (EQ) Laura Ruhnke | (0:0, 2:1, 1:1) | 27:41 (EQ) Fujimoto Nachi 51:22 (EQ) Yamanaka Chiaki | Widzów: 247 Sędzia główny: Nicole Hertrich |

| 10 kwietnia 2009 | Japonia | 2:1 | Chiny | Metritiski-Areena, Hämeenlinna |

| Szczegóły      | Szczegóły                                             | Szczegóły       | Szczegóły           | Szczegóły                              |
| -------------- | ----------------------------------------------------- | --------------- | ------------------- | -------------------------------------- |
| Godzina: 16:00 | 28:48 (EQ) Sakagami Tomoko 34:34 (EQ) Sakagami Tomoko | (0:0, 2:0, 0:1) | 42:00 (PP1) Sun Rui | Widzów: 256 Sędzia główny: Joy Tottman |

Tabela
Lp. = lokata, M = liczba rozegranych spotkań, W = Wygrane, WpD = Wygrane po dogrywce lub karnych, PpD = Porażki po dogrywce lub karnych, P = Porażki, G+ = Gole strzelone, G- = Gole stracone, Pkt = Liczba zdobytych punktów
| Lp. | Zespół     | M | Pkt | W | WpD | PpD | P | G + | G - | +/- |
| --- | ---------- | - | --- | - | --- | --- | - | --- | --- | --- |
| 1   | Szwajcaria | 2 | 5   | 1 | 1   | 0   | 0 | 8   | 6   | +2  |
| 2   | Japonia    | 2 | 3   | 1 | 0   | 0   | 1 | 4   | 4   | 0   |
| 3   | Chiny      | 2 | 1   | 0 | 0   | 1   | 1 | 5   | 7   | -2  |

## Mecz o trzecie miejsce
| 12 kwietnia 2009 | Finlandia | 4:1 | Szwecja | Patria Areena, Hämeenlinna |

| Szczegóły      | Szczegóły | Szczegóły       | Szczegóły                     | Szczegóły                                 |
| -------------- | --- | --------------- | ----------------------------- | ----------------------------------------- |
| Godzina: 14:00 | 12:36 (EQ) Michelle Karvinen 22:28 (PP1) Mari Pehkonen 43:34 (EQ) Mari Saarinen 48:02 (EQ) Michelle Karvinen | (1:0, 1:1, 2:0) | 24:40 (EQ) Danijela Rundqvist | Widzów: 3027 Sędzia główny: Leah Wrazidlo |

## Finał
| 12 kwietnia 2008 | Kanada | 1:4 | Stany Zjednoczone | Patria Areena, Hämeenlinna |

| Szczegóły      | Szczegóły                     | Szczegóły       | Szczegóły                                                                                            | Szczegóły                             |
| -------------- | ----------------------------- | --------------- | --- | ------------------------------------- |
| Godzina: 18:00 | 25:11 (EQ) Jennifer Botterill | (0:1, 1:1, 0:2) | 00:24 (EQ) Caitlin Cahow 30:10 (EQ) Meghan Duggan 47:09 (PP1) Caitlin Cahow 59:51 (EN) Hilary Knight | Widzów: 3046 Sędzia główny: Aina Hove |